# Austin Gipsy
L'Austin Gipsy (appelé affectueusement Gipo dans l’argot de Birmingham), est un véhicule automobile tout terrain, civil et militaire, produit par le constructeur britannique Austin de 1958 à 1968. Il a été conçu pour remplacer l'Austin Champ, un modèle tout terrain militaire dont la production a été interrompue en 1956, et surtout pour concurrencer directement les Land Rover 88 et Jeep.

## Histoire

### Contexte historique
Au lendemain de la Seconde guerre mondiale, le Royaume-Uni compte une multitude de constructeurs automobiles dont les plus importants sont Austin, Leyland Motors et Rover.
À la fin des années 1940, l'armée britannique établit un cahier des charges pour un camion léger, inspiré de la Willys MB, la fameuse « Jeep », afin de réduire sa dépendance aux véhicules américains et les dépenses en devises étrangères que cela impliquait. Le projet du « véhicule 4×4 5 CWT série FV1800 » est lancé en 1947. Le groupement Nuffield Organization construit 3 prototypes, connus sous le nom de « Nuffield Gutty ». Les essais révèlent de graves défauts. La conception est corrigée par une équipe du Centre de recherche et développement des véhicules de combat - FVRDE sous la direction de Charles William « Rex » Sewell, et intègre le système de suspension conçu par Alec Issigonis, futur concepteur des Morris Minor et Mini.
Une trentaine de prototypes du véhicule amélioré sont construits par Wolseley Motors sous le nom de « Wolseley Mudlark » et, après de nouveaux tests, le modèle est validé sous le nom de "FV1801(a)". Le constructeur Austin Motor Company se voit attribuer le contrat de production de 15 000 exemplaires du véhicule  équipé du moteur Rolls Royce 4 cylindres type B40 de 2 838 cm3, fabriqué sous licence par Austin dans son usine de Longbridge. La version militaire reçoit le code usine WN1. La moitié du contrat concerne des véhicules de base, appelés camions cargo, et le reste équipé de générateurs et de batteries pour alimenter des équipements radio. 

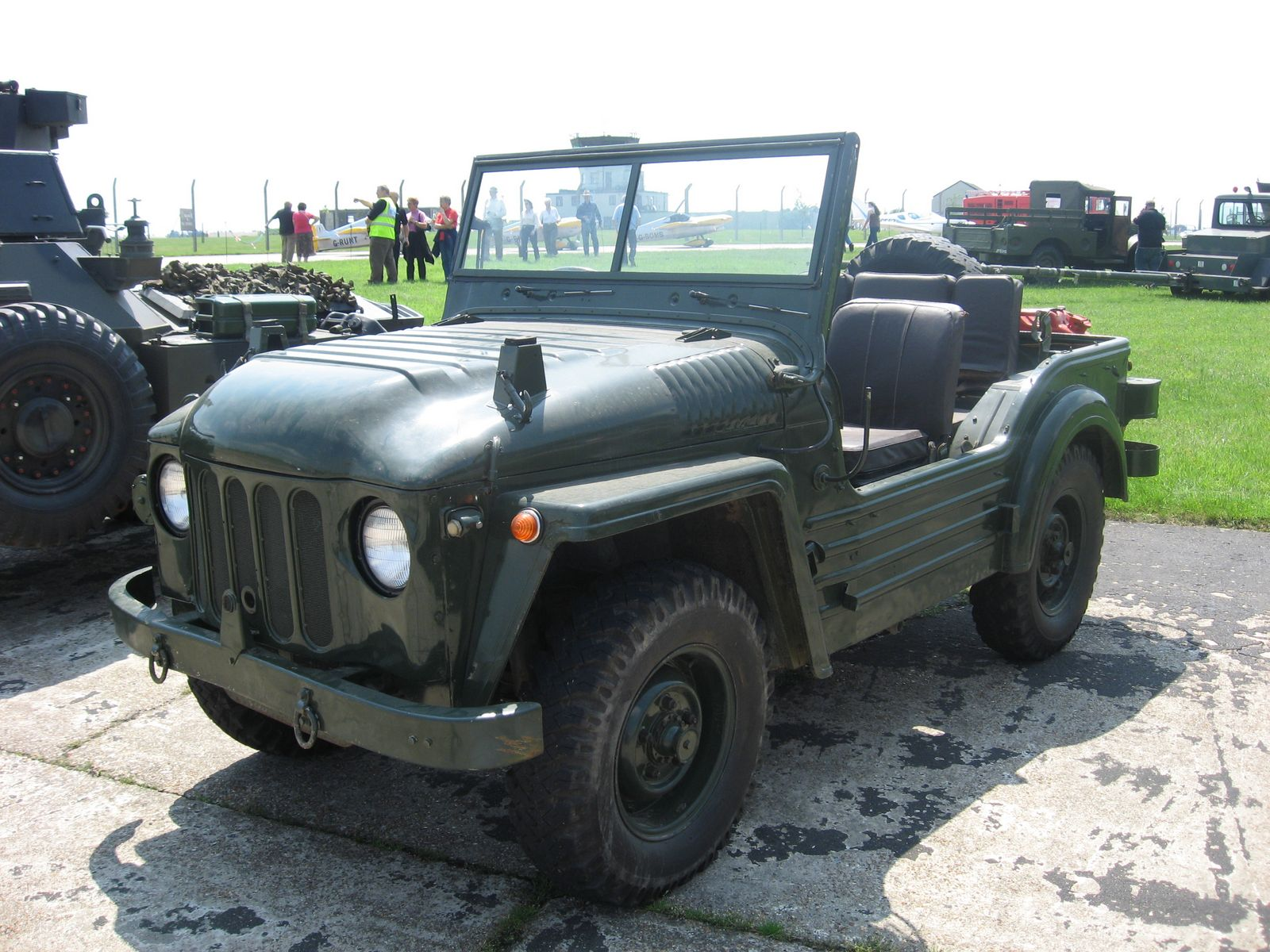
Austin Champ

Afin de tirer un avantage commercial du contrat militaire, Austin est autorisé à utiliser le modèle WN1 pour en dériver une version civile simplifiée WN3, commercialisée sous le nom d'Austin Champ. Cette version est équipée du moteur de l'Austin A90 Atlantic 4 cylindres de 2 660 cm3 modifié. Vendu en très petit nombre, 500 exemplaires uniquement, en grande majorité exportés, la production du Champ cesse en 1956.
Lors de son lancement, il est évident que, malgré ses performances exceptionnelles en tout-terrain, l'Austin Champ est trop cher, trop complexe et d'une utilité limitée. En conséquence, l'armée britannique dénonce le contrat avec Austin qui est résilié prématurément. La production est s'arrête avec 4 000 véhicules en moins sur les 15 000 initialement prévus.
Le Land Rover, son principal concurrent, mis en service par les militaires en 1949, 2 fois moins cher, plus simple d'entretien et pouvant effectuer 80 % des tâches du Champ, l'a remplacé. 

### L'Austin Gipsy
C'est dans ce contexte que le département expérimental d'Austin Motor Company va étudier un modèle entièrement nouveau, l'Austin Gipsy, capable de concurrencer le Land Rover, en s'appuyant sur l'expérience (malheureuse) acquise avec le Champ. Austin a préféré orthographier le nom de son modèle « Gipsy » plutôt que Gypsy, qui signifie « gitan » en anglais.
Les formes de l'Austin Gipsy, très similaires au Land Rover mais, contrairement à son rival construit principalement en panneaux d'aluminium, sa carrosserie est entièrement en acier. Bien que protégée par un traitement au "Rotodip", la carrosserie en acier rouille rapidement et la corrosion devient vite très problématique. Le Gipsy est proposé en différentes variantes de carrosserie : bâchée, tôlée et pick-up, afin de couvrir l’ensemble des besoins civils.
La suspension est plus perfectionnée, avec des suspensions indépendantes comprenant des blocs de caoutchouc "Flexitor", conçues par le spécialiste britannique Alex Moulton, qui, avec des amortisseurs hydrauliques, permettent au Gipsy de rouler à des vitesses plus élevées en terrain accidenté. L'avantage de ce système est qu'il ne nécessite pas de lubrification. Les modèles de la dernière série ont été équipés de ressorts à lames à l'avant et à l'arrière. Le Gipsy monte le moteur à essence BMC de l'Austin A70 type 22N de 2 199 cm3 développant 62 Ch SAE à 4 100 tr/min. Le taux de compression est de 6,8, ce qui permet au moteur de fonctionner avec une essence à faible indice d'octane. Une version équipée d'un moteur diesel de 2 178 cm3 a aussi existé.

### Confrontation Gipsy vs Land Rover
Le Land Rover était plus performant en tout-terrain, pas uniquement grâce à sa suspension. Le Gipsy était équipé d'une pompe à carburant et d'un distributeur mécaniques montés trop bas, ce qui l'empêchait de traverser en eau profonde. La pompe à carburant avait tendance à vaporiser, contrairement à la pompe électrique du Land Rover.
Conçue pour être une bête de somme, le Gipsy était équipé d'une transmission intégrale à faible rapport, d'une boîte de vitesse et de transfert particulièrement efficaces ; certains les ont jugées supérieures à celles du Land Rover. Le Gipsy était particulièrement à son aise en franchissement mais il était impossible de sélectionner des rapports élevés avec les 4 roues motrices contrairement au Land Rover. Austin y voyait un avantage plutôt qu'un inconvénient, et cela n'avait probablement pas beaucoup d'importance pour les agriculteurs et les ouvriers qui l'achetaient. Un véritable avantage était que la boîte de transfert pouvait être mise au point mort pour servir de prise de force avec d'autres équipements.

#### Les différentes versions du Gipsy
- 1re série G1M10 (1958-1960)

Le Gipsy (1re série), code usine G1M10, est construit dans l'usine de Longbridge East. Il est disponible, à l'origine avec un empattement court de 90 pouces soit (2 286 mm), appelé châssis court (SWB : Short Wheel Base), 5 cm de plus que celui du Land Rover SWB.
Le Gipsy est propulsé par le moteur essence 4 cylindres de 2 199 cm3 de l'Austin A70 Hereford. Sa fiabilité est bonne et, même si la puissance n'est que de 62 Ch SAE à 4 000 tr/min, le couple de 150 N.m à seulement 1 500 tr/min est le plus important pour ce type de véhicule. Un moteur diesel de 2 178 cm3, développant 55 Ch SAE à 3 100 tr/min, est également proposé.
- 2e série G2M10 (1960-1964)

La fabrication du Gipsy, jusqu'alors assurée par l'usine de Longbridge, a été transférée lors de la fermeture annuelle de 2 semaines, en juillet 1960, à l'usine d'Adderley Park près de Birmingham, afin de laisser toute la place à la Mini.
La 2e série G2M10 a été lancée avec plusieurs améliorations et modifications, notamment des bras oscillants renforcés pour supprimer les risques de fissuration révélés sur la série I avec des amortisseurs à levier en  remplacement des amortisseurs hydrauliques. La suspension et la direction ont été revues afin d'améliorer la tenue de route en virage et réduire l'usure des pneus. Comme le Gipsy doit pouvoir être ravitaillé en carburant dans des endroits reculés, le réservoir est désormais équipé d'une goulotte extensible pour faciliter le remplissage avec un jerrican.
Un châssis à empattement long (111 pouces 2 819 mm), appelé châssis long (LWB : Long Wheel Base) vient s'ajouter au SWB de la 1re série. Cette version longue monte des ressorts à lames renforcés reliés à un essieu porteur à l'arrière et conserve le système « Flexitor » à l'avant. Plusieurs modifications mineures ont été apportées à la carrosserie et la garde au sol légèrement augmentée.
Du côté du 4×4 militaire, la situation reste catastrophique avec l'impossibilité de concurrencer le monopole du Land Rover. Sans aller jusqu’à répondre aux mêmes appels d’offres que le Champ en son temps, Austin a retenté une petite incursion dans le domaine militaire en vendant 100 exemplaires du Gipsy à l’Armée britannique, qui n’en utilisa vraiment qu’une vingtaine, les 80 restant ont été stockés pour répondre aux besoins de l’AFS (Army Fire Service) en cas de mobilisation pour ... une 3ème guerre Mondiale, qui ne vint jamais ?!?. Ces exemplaires ont été revendus 30 ans plus tard, quasi neufs, pour le plus grand bonheur des collectionneurs.
- 3e série : Bien qu'Austin ait annoncé officiellement la présentation de la version III pour 1962, elle n'a jamais existé ! Le constructeur britannique est passé directement à l aversion IV.

- 4e série G4M10 / G4M15 (1965-1968)

En 1965, BMC lance la 4e et dernière série du Gipsy avec un moteur dont la puissance a augmenté de 10 Ch passant de 62 à 72 Ch SAE à 4 000 tr/min : 
- - G4M10 SWB - empattement court, avec le système « Flexidor » et roues arrière indépendantes
  - G4M15 LWB - empattement long, équipé de ressorts à lames et un essieu rigide à l'arrière au lieu du système « Flexidor » à roues indépendantes, trop coûteux et capricieux avec une amélioration sensible de la tenue de route en tout-terrain, offre un débattement accru à chaque roue et réduit le rayon de braquage de 12,8 à 10,6 m sur la version SWB et de 16,1 à 13,1 m sur la version LWB !.

La 4e série G4 a bénéficié d'un léger restylage, plus pratique qu’esthétique, avec une nouvelle calandre comportant un capotage amovible cachant un treuil. Austin a poussé à 25 le nombre de variantes pour des usages spécifiques. Le G4 a aussi été proposé en version uniquement propulsion 4x2, moins chère.

### La fin du Gipsy
Alors que petit à petit le Gipsy commençait péniblement à se faire lentement une place sur le marché, un événement est venu stopper net la lente montée en cadence du véhicule : l’incendie de l’usine en 1965 qui bloqua la production un certain temps, faisant perdre à Austin de nombreuses ventes qui se reportèrent vers son concurrent et ennemi juré, le Land Rover.
En 1966, British Motor Corporation et Jaguar fusionnent, puis s'allient à Leyland Motor Corporation en 1968 signant l’arrêt de mort du Gipsy qui s'est retrouvé en concurrence au sein du même groupe. La nouvelle société, British Leyland, fabriquant deux gammes concurrentes de véhicules à quatre roues motrices, Land Rover et Austin Gipsy, la production du Gipsy est arrêtée après 21 208 exemplaires.

## Le Gipsy à l'étranger
L'Austin Gipsy a été fabriqué au Royaume-Uni et assemblé en Australie, Colombie et Nouvelle-Zélande.
- Australie - La filiale British Motor Corporation (Australia) Pty. Ltd. a assemblé les séries Austin Gipsy G1M10 et G2M10 en CBU dans l'usine de Victoria Park de 1958 à 1962.
- Colombie - L'Austin Gipsy a été assemblé sous licence, à partir de 1962, par la société Colmotores et a été commercialisé sous la dénomination « Austin Montañero ». La société Colmotores a été fondée en 1961 et a inauguré son usine de Bosa le 16 février 1962. C'est le petit camion léger Austin 404 qui a été le premier modèle assemblé puis, l'Austin Gipsy Montañero. En 1965, le contrat avec Austin est dénoncé et c'est le constructeur américain Chrysler qui est choisi pour le remplacer. Le changement d'intérêts commerciaux a forcé Colmotores à arrêter l'assemblage des 2 modèles Austin. La société renommée Chrysler Colmotores a assemblé des modèles Dodge dès 1965[9].
- Nouvelle-Zélande - L'Austin Gipsy a été assemblé à partir d'avril 1966, en CKD, dans l'usine Petone du distributeur local d'Austin, située juste en face de l'usine d'assemblage de Todd Motor pour les produits du groupe Rootes et de Chrysler Australia.